# Louis Cros-Bonnel
Louis Cros-Bonnel, né le 10 mai 1855 à Narbonne (Aude) et décédé le 9 avril 1925 à Montpellier, est un homme politique français.
Propriétaire viticulteur, industriel dans le raffinage du soufre, il est député de l'Hérault de 1893 à 1898, inscrit au groupe des républicains.

## Sources
- « Louis Cros-Bonnel », dans le Dictionnaire des parlementaires français (1889-1940), sous la direction de Jean Jolly, PUF, 1960 [détail de l’édition]